# Ariunculus
Ariunculus Lessona, 1881 è un genere di molluschi gasteropodi terrestri della famiglia Arionidae. Sono molluschi privi di conchiglia, chiamati comunemente limacce o lumaconi.

## Tassonomia
Il genere Ariunculus comprende le seguenti tre specie:
- Ariunculus camerani Lessona, 1882
- Ariunculus isselii Lessona & Pollonera, 1882
- Ariunculus speziae Lessona, 1881